# گرامرسی پیکچرز
گرامرسی پیکچرز (انگلیسی: Gramercy Pictures) کمپانی تولید فیلم می‌باشد.

## فیلم شناسی

### دهه ۲۰۱۰
| تاریخ انتشار  | عنوان              | توضیحات | بودجه      | فروش         |
| ------------- | ------------------ | --- | ---------- | ------------ |
| ۵ ژوئن ۲۰۱۵   | توطئه‌آمیز: قسمت ۳  | همکاری تولید با Stage 6 Films, انترتینمنت وان وبلوم هاوس پروداکشنز                                                                             | $۱۰ میلیون | $۱۱۲٬۹۸۳٬۸۸۹ |
| ۱۰ ژوئیه ۲۰۱۵ | بیخود از خود       | همکاری تولید با فوکس فیچرز وEndgame Entertainment                                                                                              | $۲۶ میلیون | $۳۰٬۵۲۳٬۲۲۶  |
| ۲۱ اوت ۲۰۱۵   | شوم ۲              | همکاری تولید با انترتینمنت وان، بلوم هاوس پروداکشنز و IM Global                                                                                | $۱۰ میلیون | $۵۲٬۸۸۲٬۰۱۸  |
| ۸ ژانویه ۲۰۱۶ | جنگل (فیلم ۲۰۱۶)   | همکاری تولید با AI Film وLava Bear Films | $۱۰ میلیون | $۳۷٬۶۰۸٬۲۹۹  |
| ۴ مارس ۲۰۱۶   | لندن سقوط کرده است | همکاری تولید با G-BASE و Millennium Films | $۶۰ میلیون | $۱۹۱٬۰۹۴٬۴۵۰ |
| ۲۹ آوریل ۲۰۱۶ | رچت و کلنک (فیلم)  | distribution only with فوکس فیچرز; produced by Cinema Management Group, Blockade Entertainment, PlayStation Originals وRainmaker Entertainment | $۲۰ میلیون | $۱۲٬۸۸۰٬۸۰۴  |